# Belka

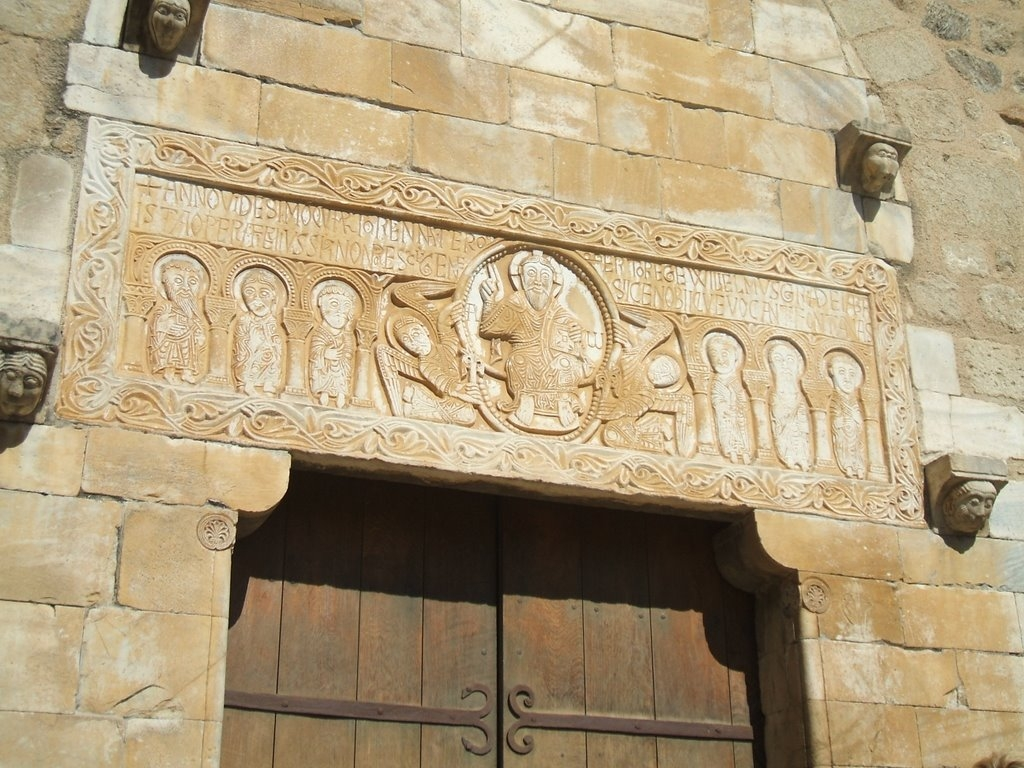

Belka swobodnie podparta uginająca się pod obciążeniem rozłożonym

Belka – poziomy lub ukośny element konstrukcyjny stosowany w budownictwie, przyjmujący obciążenia pionowe najczęściej pochodzące od poziomych żeber i płyt stropowych i przenoszący je na podpory (ściany, słupy, filary, kolumny). Belka pracuje głównie na zginanie i ścinanie; dodatkowo może też występować jej ściskanie lub rozciąganie. Może być wykonana z drewna, stali, betonu, żelbetu, czasem również z kamienia.
Elementy konstrukcyjne, pracujące jako belki, mają w budownictwie różne nazwy, w zależności od ich położenia i funkcji w budynku. W szczególności belka oznacza element w stropach belkowych. Belkę przenoszącą obciążenia z innych belek nazywamy podciągiem.
W mechanice technicznej belką nazywa się element konstrukcyjny będący prętem prostym lub zakrzywionym (łuk) przenoszący głównie obciążenia poprzeczne do osi pręta. Nie jest belką element przenoszący obciążenia działające tylko wzdłuż jego osi (słupy, filary). Belkę analizuje się jako element zginany.

## Podpory
Podporą belki nazywamy jej zamocowanie. W teorii belek Bernoulliego-Eulera występują następujące rodzaje podpór:
| Nazwa                                                                   | Schemat | Reakcje                  | Odpowiednik na belce wtórnej       | Przykład użycia |
| ----------------------------------------------------------------------- | ------- | ------------------------ | ---------------------------------- | --------------- |
| utwierdzenie podpora sztywna, wspornik                                  |         | pionowa, pozioma, moment | swobodny koniec                    |                 |
| podpora przesuwna podpora przegubowo przesuwna                          |         | pionowa                  | podpora przesuwna lub nieprzesuwna |                 |
| podpora nieprzesuwna przegubowo nieprzesuwna, przegub, podpora obrotowa |         | pionowa, pozioma         | podpora przesuwna lub nieprzesuwna |                 |
| Łyżwa pionowa                                                           |         | pozioma, moment          | brak                               |                 |
| Łyżwa pozioma                                                           |         | pionowa, moment          | brak                               |                 |

Podpory mogą być sztywne (wtedy przesunięcie lub obrót jest równe 0) lub sprężyste. W przypadku podpory sprężystej mogą wystąpić przemieszczenia proporcjonalne do siły działającej na podporę. Model podpory sprężystej jest bliższy rzeczywistości, niemniej jednak utrudnia analizę. Ponieważ w większości przypadków różnica w wynikach nie ma praktycznego znaczenia, podpory najczęściej przyjmujemy jako sztywne.

## Połączenia
| Nazwa   | Schemat | Przekazywane siły        | Odpowiednik na belce wtórnej | Przykład użycia           |
| ------- | ------- | ------------------------ | ---------------------------- | ------------------------- |
| przegub |         | tnąca, osiowa            |                              |                           |
| łyżwa   |         | moment, osiowa lub tnąca | brak                         | praktycznie nie stosowane |

## Statyka i obliczenia
W statyce, w zależności od sposobu podparcia, rozróżnia się belki:
- belki statycznie wyznaczalne, czyli takie, w których liczba niewiadomych reakcji jest równa liczbie równań równowagi:
  - belki jednoprzęsłowe swobodnie podparte (trzy reakcje podporowe i trzy równania równowagi);
  - belki utwierdzone (wsporniki) zamocowane sztywno na jednym z końców, a na drugim swobodne;
  - belki ciągłe (wieloprzęsłowe) przegubowe, czyli belki podparte w taki sposób, że jedna z podpór należy do nieprzesuwnych, a pozostałe do przesuwnych (łożysko umożliwiające przesuw belki wzdłuż jej osi). Dodatkowo, dla zapewnienia statycznej wyznaczalności układu, wprowadza się odpowiednią liczbę przegubów w jej przęsłach. Sposób umiejscowienia przegubów nie może prowadzić do geometrycznej zmienności układu. (Na każdej podporze przesuwnej występuje jedna reakcja podporowa, na nieprzesuwnej – dwie. Stąd dla belki podpartej na „n” podporach mamy n+1 nieznanych reakcji podporowych. Przy belce ciągłej, bez przegubów, mamy do dyspozycji trzy równania równowagi, zatem stopień statycznej niewyznaczalności belki można określić jako n-2. Aby układ był statycznie wyznaczalny należy wprowadzić n-2 przeguby).
- belki statycznie niewyznaczalne (siły w nich występujące nie dają się wyliczyć wyłącznie przy pomocy równań równowagi):
  - belki jednoprzęsłowe utwierdzone na końcach (każde utwierdzenie to trzy reakcje podporowe, zatem przy dwustronnym utwierdzeniu układ jest trzykrotnie statyczne niewyznaczalny), utwierdzone na jednym z końców i podparte przesuwnie lub nieprzesuwnie na drugim albo podparte z dwóch stron w sposób nieprzesuwny;
  - belki wieloprzęsłowe bez przegubów albo z przegubami w ilości mniejszej niż konieczna dla zapewnienia statycznej wyznaczalności układu.

Do obliczania układów statycznie niewyznaczalnych stosowane są:
- metoda sił,
- metoda przemieszczeń.

Obliczenia komputerowe prowadzi się za pomocą metody elementów skończonych.